# Wittaya Madlam
Wittaya Madlam (tiếng Thái: วิทยา หมัดหลำ, sinh ngày 6 tháng 10 năm 1985), còn được biết với tên đơn giản Ya (tiếng Thái: ยา), là một cầu thủ bóng đá người Thái Lan thi đấu ở vị trí tiền vệ phòng ngự cho câu lạc bộ Giải bóng đá Ngoại hạng Thái Lan Bangkok Glass và đội tuyển quốc gia Thái Lan.

## Sự nghiệp quốc tế
Vào tháng 3 năm 2015 Wittaya ra mắt cho Thái Lan trong trận giao hữu trước Singapore.

### Quốc tế
Tính đến 12 tháng 11 năm 2015
| Đội tuyển quốc gia | Năm  | Số trận | Bàn thắng |
| ------------------ | ---- | ------- | --------- |
| Thái Lan           | 2015 | 2       | 0         |
| Thái Lan           | Tổng | 2       | 0         |